# Landforsens hytta

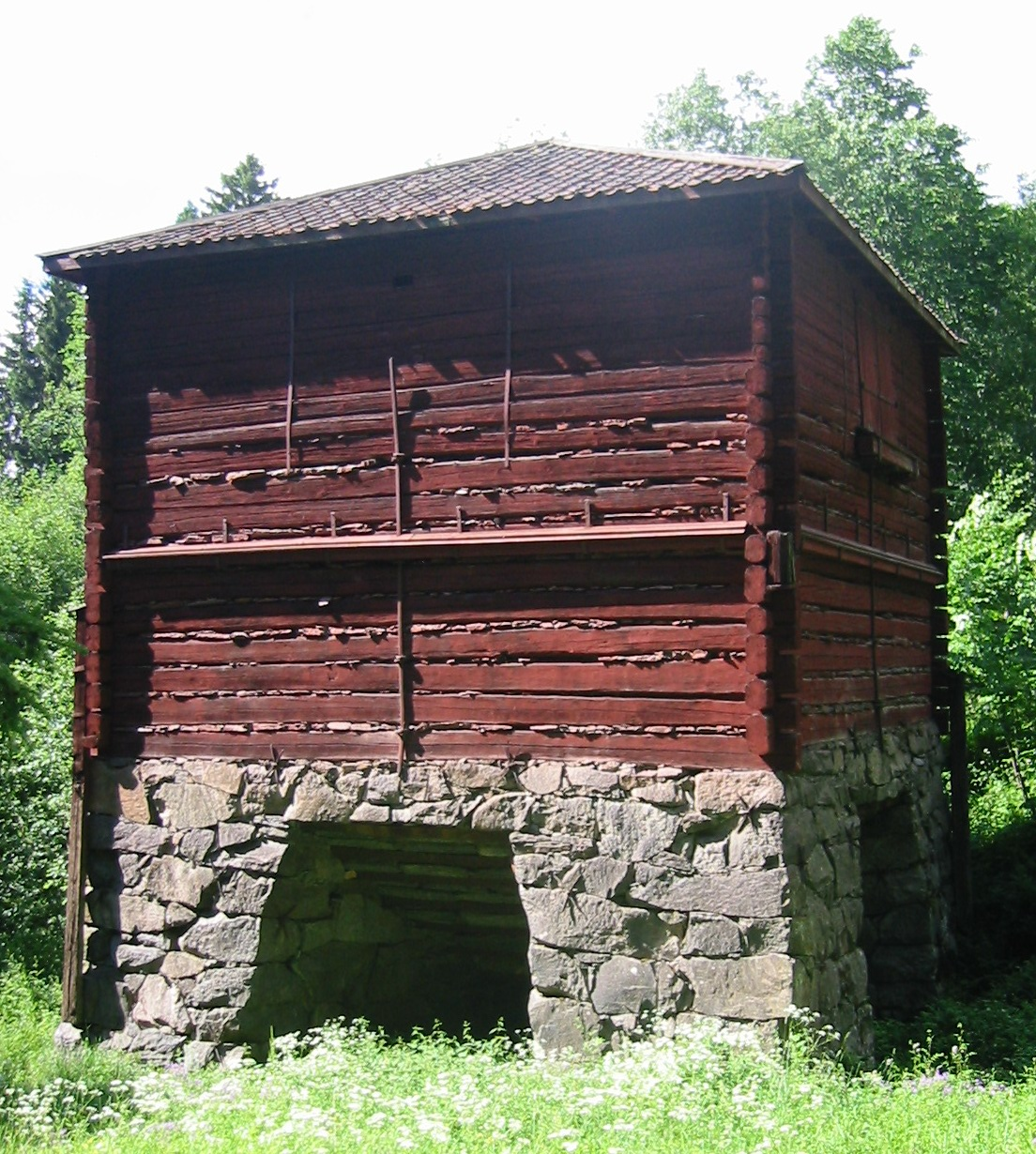
Masugnen vid Landforsens hytta.

Landforsens hytta är en mulltimmerhytta cirka 5 kilometer söder om Karbennings stationssamhälle i Norbergs kommun där Svartån bildar en fors.
En första hytta vid Landforsen anlades år 1632 och ägdes av bergsmännen i trakten. I närheten anlades Hästbäcks övre och nedre hammare. Området övertogs i slutet av 1600-talet av häradshövdingen Per Larsson Gyllenhöök. Den mulltimmerhytta som idag står på platsen uppfördes i slutet av 1700-talet.
En hytta på platsen har omnämnts redan 1371. Området har omväxlande kallats Långsjö eller Landfors.
Tackjärnsstämpeln var NBBL:LH.
Driften vid hyttan lades ned på 1840-talet. År 1767 flyttades verksamheten vid den nedre hammaren till Engelsbergs bruk och år 1851 flyttades verksamheten vid den övre hammaren till Högfors bruk.
Området ingår numera som en del i Ekomuseum Bergslagen. Hyttan har blivit restaurerad då bland annat ett tak byggdes för att skydda pipan mot vittring. Från början hade pipan en öppning för eldsflamman. Brofästena efter den höga bro som gick över Svartån är fortfarande synliga liksom rester efter en hammare och ett kolhus. Ett stycke bort finns rester efter den tillhörande herrgården, där förvaltaren bodde.
Namnet Landforsen har kunnat härledas från Laneforsen (1632, Lambfårssen (1680) och Landforsbacka (1715).